# Listă de filme western din anii 1920
Aceasta este o listă de filme western din anii 1920.
(Toate filmele sunt mute dacă nu sunt marcate ca "film vorbit")
| 1920                            |                                                                      |                                                                                          |                            |                                               |
| The Big Catch                   | Leo D. Maloney                                                       | Hoot Gibson, Jim Corey, Chick Morrison                                                   | Statele Unite ale Americii | film Western de scurt metraj                  |
| Blue Streak McCoy               | B. Reeves Eason                                                      | Harry Carey, Lila Lesley, Charles Arling                                                 | Statele Unite ale Americii | Western tradițional                           |
| The Broncho Kid                 | Mack V. Wright                                                       | Hoot Gibson, Yvette Mitchell, Dudley Hendricks                                           | Statele Unite ale Americii | film Western de scurt metraj                  |
| Bullet Proof                    | Lynn Reynolds                                                        | Harry Carey, Fred Gamble, J. Farrell MacDonald                                           | Statele Unite ale Americii | film Western de scurt metraj                  |
| The Champion Liar               | Hoot Gibson                                                          | Hoot Gibson, Jim Corey, Dorothy Wood                                                     | Statele Unite ale Americii | film Western de scurt metraj                  |
| The Deerslayer and Chingachgook | Arthur Wellin                                                        | Béla Lugosi, Emil Mamelok                                                                | Germania                   | colonial American frontier                    |
| Double Danger                   | Albert Russell                                                       | Hoot Gibson, Charles Newton                                                              | Statele Unite ale Americii | Western tradițional                           |
| Elmo the Fearless               | J. P. McGowan                                                        | Elmo Lincoln, Louise Lorraine                                                            | Statele Unite ale Americii | serial Western (considerat film pierdut)      |
| Fight It Out                    | Albert Russell                                                       | Hoot Gibson, Charles Newton, Jim Corey                                                   | Statele Unite ale Americii | Western tradițional                           |
| The Fightin' Terror             | Hoot Gibson                                                          | Hoot Gibson, Jim Corey, Mark Fenton                                                      | Statele Unite ale Americii | film Western de scurt metraj                  |
| A Gamblin' Fool                 | Leo D. Maloney                                                       | Hoot Gibson, Jim Corey, Chick Morrison                                                   | Statele Unite ale Americii | film Western de scurt metraj                  |
| The Grinning Granger            | Leo D. Maloney                                                       | Hoot Gibson, Jim Corey, Dorothy Wood                                                     | Statele Unite ale Americii | film Western de scurt metraj                  |
| Hair Trigger Stuff              | B. Reeves Eason                                                      | Hoot Gibson, Mildred Moore, George Field                                                 | Statele Unite ale Americii | film Western de scurt metraj                  |
| Held Up for the Makin's         | B. Reeves Eason                                                      | Hoot Gibson, Mildred Moore, George Field                                                 | Statele Unite ale Americii | film Western de scurt metraj                  |
| His Nose in the Book            | B. Reeves Eason                                                      | Hoot Gibson, Mildred Moore, George Field, Jim Corey, B. Reeves Eason, Jr., Tom London    | Statele Unite ale Americii | film Western de scurt metraj                  |
| Human Stuff                     | B. Reeves Eason                                                      | Harry Carey, Charles Le Moyne                                                            | Statele Unite ale Americii | Western tradițional                           |
| 'In Wrong' Wright               | Albert Russell                                                       | Hoot Gibson, Dorothy Wood, Jim Corey                                                     | Statele Unite ale Americii | Western tradițional                           |
| The Invisible Hand              | William Bowman                                                       | Antonio Moreno, Pauline Curley, Jay Morley                                               | Statele Unite ale Americii | Western serial                                |
| The Jay Bird                    | Phil Rosen                                                           | Hoot Gibson, Josephine Hill                                                              | Statele Unite ale Americii | film Western de scurt metraj                  |
| Just Pals                       | John Ford                                                            | Buck Jones, Helen Ferguson, Duke R. Lee                                                  | Statele Unite ale Americii | Western tradițional                           |
| The Kelly Gang                  | Harry Southwell                                                      | Godfrey Cass, V. Upton Brown, Horace Crawford                                            | Australia                  | film Western australian                       |
| The Last of the Mohicans        | Maurice Tourneur, Clarence Brown                                     | Wallace Beery, Barbara Bedford, Alan Roscoe                                              | Statele Unite ale Americii | colonial American frontier                    |
| The Last of the Mohicans        | Arthur Wellin                                                        | Béla Lugosi, Charles Barley                                                              | Germania                   | colonial American frontier                    |
| Lone Hand Wilson                | Lafe McKee, Harry Moody                                              | Lester Cuneo, Annette DeFoe                                                              | Statele Unite ale Americii | Western tradițional                           |
| The Man with the Punch          | Edward Laemmle                                                       | Hoot Gibson, Jim Corey, Charles Newton                                                   | Statele Unite ale Americii | film Western de scurt metraj                  |
| Masked                          | Mack V. Right                                                        | Hoot Gibson, Virginia Browne Faire, Jim Corey                                            | Statele Unite ale Americii | film Western de scurt metraj                  |
| The Moon Riders                 | B. Reeves Eason                                                      | Art Acord, Mildred Moore, Charles Newton                                                 | Statele Unite ale Americii | serial Western (considerat film pierdut)      |
| One Law for All                 | Leo D. Maloney                                                       | Hoot Gibson, Jim Corey, Dorothy Wood                                                     | Statele Unite ale Americii | film Western de scurt metraj                  |
| Overland Red                    | Lynn Reynolds                                                        | Harry Carey, Charles Le Moyne                                                            | Statele Unite ale Americii | Western tradițional                           |
| The Prospector's Vengeance      | B. Reeves Eason                                                      | George Field, Mildred Moore, Pat O'Malley                                                | Statele Unite ale Americii | film Western de scurt metraj                  |
| The Rattler's Hiss              | B. Reeves Eason                                                      | Hoot Gibson, George Field, Mildred Moore                                                 | Statele Unite ale Americii | film Western de scurt metraj                  |
| Roarin' Dan                     | Phil Rosen                                                           | Hoot Gibson, Ethel Shannon                                                               | Statele Unite ale Americii | film Western de scurt metraj                  |
| Robbery Under Arms              | Kenneth Brampton                                                     | Kenneth Brampton, Vera Archer, Charles Chauvel                                           | Australia                  | film Western australian                       |
| Runnin' Straight                | Arthur J. Flaven                                                     | Hoot Gibson, Virginia Browne Faire                                                       | Statele Unite ale Americii | film Western de scurt metraj                  |
| Ruth of the Rockies             | George Marshall                                                      | Ruth Roland, Herbert Heyes, Thomas G. Lingham                                            | Statele Unite ale Americii | serial Western (partially lost)               |
| The Sheriff's Oath              | Phil Rosen                                                           | Hoot Gibson, Arthur Mackley, Martha Mattox                                               | Statele Unite ale Americii | film Western de scurt metraj                  |
| The Shootin' Fool               | Hoot Gibson                                                          | Hoot Gibson, Jim Corey, Lucille Rubey                                                    | Statele Unite ale Americii | film Western de scurt metraj                  |
| The Shootin' Kid                | Hoot Gibson                                                          | Hoot Gibson, Jim Corey, Dorothy Wood                                                     | Statele Unite ale Americii | film Western de scurt metraj                  |
| The Smilin' Kid                 | Hoot Gibson                                                          | Hoot Gibson, Dorothy Wood, Jim Corey                                                     | Statele Unite ale Americii | film Western de scurt metraj                  |
| The Stranger                    | W. C. Tuttle                                                         | Hoot Gibson, Dorothy Wood                                                                | Statele Unite ale Americii | film Western de scurt metraj                  |
| Sundown Slim                    | Val Paul                                                             | Harry Carey, Genevieve Blinn, J. Morris Foster                                           | Statele Unite ale Americii | Western tradițional                           |
| Superstition                    | Edward Laemmle                                                       | Hoot Gibson, Charles Newton, Dorothy Wood, Jim Corey                                     | Statele Unite ale Americii | film Western de scurt metraj                  |
| Thieves' Clothes                | Mack V. Wright                                                       | Hoot Gibson, Alma Bennett                                                                | Statele Unite ale Americii | film Western de scurt metraj                  |
| Thunderbolt Jack                | Francis Ford, Murdock MacQuarrie                                     | Jack Hoxie, Marin Sais                                                                   | Statele Unite ale Americii | serial Western (considerat film pierdut)      |
| Tipped Off                      | Albert Russell                                                       | Hoot Gibson, Gertrude Olmstead, Charles Newton, Jim Corey                                | Statele Unite ale Americii | film Western de scurt metraj                  |
| The Toll Gate                   | Lambert Hillyer                                                      | William S. Hart, Anna Q. Nilsson, Joseph Singleton                                       | Statele Unite ale Americii | Western tradițional                           |
| The Trail of the Hound          | Albert Russell                                                       | Hoot Gibson, Gertrude Olmstead                                                           | Statele Unite ale Americii | film Western de scurt metraj                  |
| Trailed by Three                | Perry N. Vekroff                                                     | Stuart Holmes, Frankie Mann, John Webb Dillon                                            | Statele Unite ale Americii | serial Western (considerat film pierdut)      |
| The Two-Fisted Love             | Edward Laemmle                                                       | Hoot Gibson, Jim Corey, Dorothy Wood                                                     | Statele Unite ale Americii | film Western de scurt metraj                  |
| Vanishing Trails                | Leon De La Mothe                                                     | Franklyn Farnum, L. M. Wells, Duke R. Lee                                                | Statele Unite ale Americii | serial Western (considerat film pierdut)      |
| The Veiled Mystery              | William Bowman, Webster Cullison, Francis J. Grandon, Antonio Moreno | Antonio Moreno, Pauline Curley, Henry A. Barrows                                         | Statele Unite ale Americii | serial Western                                |
| West is Best                    | Phil Rosen                                                           | Hoot Gibson, Jim Corey, Charles Newton                                                   | Statele Unite ale Americii | film Western de scurt metraj                  |
| West is Best                    | Val Paul                                                             | Harry Carey, Charles Le Moyne, Ted Brooks                                                | Statele Unite ale Americii | Western tradițional                           |
| Wolf Tracks                     | Mack V. Wright                                                       | Hoot Gibson, Jim Corey, Charles Newton, Tom London                                       | Statele Unite ale Americii | film Western de scurt metraj                  |
| 1921                            |                                                                      |                                                                                          |                            |                                               |
| Action                          | John Ford                                                            | Hoot Gibson, Francis Ford, J. Farrell MacDonald                                          | Statele Unite ale Americii | Western tradițional (considerat film pierdut) |
| The Avenging Arrow              | W. S. Van Dyke                                                       | Ruth Roland, Edward Hearn, William Steele                                                | Statele Unite ale Americii | serial Western                                |
| Bandits Beware                  | Lee Kohlmar                                                          | Hoot Gibson, Charles Newton                                                              | Statele Unite ale Americii | film Western de scurt metraj                  |
| Beating the Game                | Lee Kohlmar                                                          | Hoot Gibson, Marcella Pershing                                                           | Statele Unite ale Americii | film Western de scurt metraj                  |
| The Big Punch                   | John Ford                                                            | Buck Jones, Barbara Bedford, Jack Curtis                                                 | Statele Unite ale Americii | Western tradițional                           |
| The Cactus Kid                  | Lee Kohlmar                                                          | Hoot Gibson, Charles Newton, Ben Corbett                                                 | Statele Unite ale Americii | film Western de scurt metraj                  |
| Crossed Clues                   | William James Craft                                                  | Hoot Gibson, Jacques Jaccard                                                             | Statele Unite ale Americii | film Western de scurt metraj                  |
| Desperate Trails                | John Ford                                                            | Harry Carey, Irene Rich, Edward Coxen                                                    | Statele Unite ale Americii | Western tradițional                           |
| Double Crossers                 | William James Craft                                                  | Hoot Gibson, Marcella Pershing                                                           | Statele Unite ale Americii | film Western de scurt metraj                  |
| The Driftin' Kid                | Albert Russell                                                       | Hoot Gibson, Artie Ortego, Gertrude Olmstead                                             | Statele Unite ale Americii | film Western de scurt metraj                  |
| Fighting Blood                  | Lee Kohlmar                                                          | Jack Perrin, Louise Lorraine                                                             | Statele Unite ale Americii | film Western de scurt metraj                  |
| The Fightin' Fury               | Hoot Gibson                                                          | Hoot Gibson, Gertrude Olmstead, Charles Newton                                           | Statele Unite ale Americii | film Western de scurt metraj                  |
| The Fire Eater                  | B. Reeves Eason                                                      | Hoot Gibson, Louise Lorraine, Thomas G. Lingham                                          | Statele Unite ale Americii | film Western de scurt metraj                  |
| The Fox                         | Robert Thornby                                                       | Harry Carey, Gertrude Claire, C. E. Anderson                                             | Statele Unite ale Americii | Western tradițional                           |
| The Freeze-Out                  | John Ford                                                            | Harry Carey, Helen Ferguson, Charles Le Moyne                                            | Statele Unite ale Americii | Western tradițional (considerat film pierdut) |
| Hearts Up                       | Val Paul                                                             | Harry Carey, Arthur Millett, Charles Le Moyne                                            | Statele Unite ale Americii | Western tradițional                           |
| The Honor of the Mounted        | Edward A. Kull                                                       | Josephine Hill, George Larkin                                                            | Statele Unite ale Americii | Northern Western                              |
| Kickaroo                        | Albert Russell                                                       | Hoot Gibson, Gertrude Olmstead                                                           | Statele Unite ale Americii | film Western de scurt metraj                  |
| The Man Who Woke Up             | Lee Kohlmar                                                          | Hoot Gibson, Artie Ortego                                                                | Statele Unite ale Americii | film Western de scurt metraj                  |
| The Movie Trail                 | Charles Thompson                                                     | Hoot Gibson, Charles Newton                                                              | Statele Unite ale Americii | film Western de scurt metraj                  |
| Red Courage                     | B. Reeves Eason                                                      | Hoot Gibson, Charles Newton, Molly Malone, Joseph W. Girard                              | Statele Unite ale Americii | Western tradițional                           |
| The Saddle King                 | Edward Laemmle                                                       | Hoot Gibson, Charles Newton, Jim Corey, Dorothy Wood                                     | Statele Unite ale Americii | film Western de scurt metraj                  |
| Sands of Sacrifice              | Charles Bartlett                                                     | Neal Hart, Violet Palmer, Edward Roseman                                                 | Statele Unite ale Americii | Northern Western                              |
| Sure Fire                       | John Ford                                                            | Hoot Gibson, Molly Malone, B. Reeves Eason, Jr.                                          | Statele Unite ale Americii | Western tradițional (considerat film pierdut) |
| Sweet Revenge                   | Edward Laemmle                                                       | Hoot Gibson, Jim Corey, Gertrude Olmstead                                                | Statele Unite ale Americii | film Western de scurt metraj                  |
| Terror Trail                    | Edward A. Kull                                                       | Eileen Sedgwick, George Larkin                                                           | Statele Unite ale Americii | serial Western (considerat film pierdut)      |
| Three Word Brand                | Lambert Hillyer                                                      | William S. Hart, Jane Novak, S. J. Bingham                                               | Statele Unite ale Americii | Western tradițional                           |
| The Wallop                      | John Ford                                                            | Harry Carey, William Steele, Charles Le Moyne                                            | Statele Unite ale Americii | Western tradițional (considerat film pierdut) |
| The White Horseman              | Albert Russell                                                       | Art Acord, Duke R. Lee, Tote Du Crow                                                     | Statele Unite ale Americii | serial Western (considerat film pierdut)      |
| Who Was the Man?                | Lee Kohlmar                                                          | Hoot Gibson, Charles Newton, Jacques Jaccard                                             | Statele Unite ale Americii | film Western de scurt metraj                  |
| The Wild Wild West              | Lee Kohlmar                                                          | Hoot Gibson, Jacques Jaccard, Marcella Pershing                                          | Statele Unite ale Americii | film Western de scurt metraj                  |
| Winners of the West             | Edward Laemmle                                                       | Art Acord, Myrtle Lind, J. Herbert Frank                                                 | Statele Unite ale Americii | serial Western (considerat film pierdut)      |
| 1922                            |                                                                      |                                                                                          |                            |                                               |
| The Ableminded Lady             | Lewis D. Collins, Oliver L. Sellers                                  | Henry B. Walthall, Elinor Fair, Helen Raymond                                            | Statele Unite ale Americii | Western tradițional                           |
| The Bearcat                     | Edward Sedgwick                                                      | Hoot Gibson, Lillian Rich, Charles K. French                                             | Statele Unite ale Americii | Western tradițional                           |
| Big Stakes                      | Clifford S. Elfelt                                                   | J. B. Warner, Elinor Fair, Les Bates                                                     | Statele Unite ale Americii | Western tradițional                           |
| In the Days of Buffalo Bill     | Edward Laemmle                                                       | Art Acord, Duke R. Lee, George A. Williams                                               | Statele Unite ale Americii | serial Western (considerat film pierdut)      |
| The Galloping Kid               | Nat Ross                                                             | Hoot Gibson, Edna Murphy, Lionel Belmore                                                 | Statele Unite ale Americii | Western tradițional                           |
| Good Men and True               | Val Paul                                                             | Harry Carey, Vola Vale, Noah Beery, Sr.                                                  | Statele Unite ale Americii | Western tradițional                           |
| Headin' West                    | William James Craft                                                  | Hoot Gibson, Jim Corey, Charles Le Moyne                                                 | Statele Unite ale Americii | Western tradițional                           |
| The Loaded Door                 | Harry A. Pollard                                                     | Hoot Gibson, Gertrude Olmstead, A. Edward Sutherland                                     | Statele Unite ale Americii | Western tradițional                           |
| The Lone Hand                   | B. Reeves Eason                                                      | Hoot Gibson, Marjorie Daw, Helen Holmes                                                  | Statele Unite ale Americii | Western tradițional                           |
| Man to Man                      | Stuart Paton                                                         | Harry Carey, Lillian Rich, Charles Le Moyne                                              | Statele Unite ale Americii | Western tradițional                           |
| Moonshine Valley                | Herbert Brenon                                                       | Willian Farnum, Holmes Herbert, Anne Shirley                                             | Statele Unite ale Americii | Western tradițional                           |
| The Paleface                    | Buster Keaton                                                        | Buster Keaton, Virginia Fox, Joe Roberts                                                 | Statele Unite ale Americii | comedy Western                                |
| The Purple Riders               | William Bertram                                                      | Joe Ryan, Elinor Field, Ernest Shields                                                   | Statele Unite ale Americii | Western serial                                |
| Sky High                        | Lynn Reynolds                                                        | Tom Mix, J. Farrell MacDonald, Eva Novak                                                 | Statele Unite ale Americii | action/adventure Western                      |
| Step on It!                     | Jack Conway                                                          | Hoot Gibson, Edith Yorke, Frank Lanning                                                  | Statele Unite ale Americii | Western tradițional                           |
| Trimmed                         | Harry A. Pollard                                                     | Hoot Gibson, Patsy Ruth Miller, Fred Kohler                                              | Statele Unite ale Americii | Western tradițional                           |
| White Eagle                     | Fred Jackman, W. S. Van Dyke                                         | Ruth Roland, Earl Metcalfe, Bud Osborne                                                  | Statele Unite ale Americii | serial Western (considerat film pierdut)      |
| 1923                            |                                                                      |                                                                                          |                            |                                               |
| $1,000 Reward                   | Charles R. Seeling                                                   | Guinn "Big Boy" Williams                                                                 | Statele Unite ale Americii | Western tradițional                           |
| The Call of the Canyon          | Victor Fleming                                                       | Richard Dix, Laura Anson, Noah Beery, Sr.                                                | Statele Unite ale Americii | Western tradițional                           |
| Canyon of the Fools             | Val Paul                                                             | Harry Carey, Marguerite Clayton                                                          | Statele Unite ale Americii | Western tradițional                           |
| The Covered Wagon               | James Cruze                                                          | J. Warren Kerrigan, Lois Wilson, Alan Hale, Sr.                                          | Statele Unite ale Americii | epic Western                                  |
| Crashin' Thru                   | Val Paul                                                             | Harry Carey, Cullen Landis, Myrtle Stedman                                               | Statele Unite ale Americii | Western tradițional                           |
| Dead Game                       | Edward Sedgwick                                                      | Hoot Gibson, Robert McKim, Harry Carter                                                  | Statele Unite ale Americii | Western tradițional                           |
| Desert Driven                   | Val Paul                                                             | Harry Carey, Marguerite Clayton, George Waggner                                          | Statele Unite ale Americii | Western tradițional                           |
| The Ghost City                  | Jay Marchant                                                         | Pete Morrison, Margaret Morris, Frank Rice                                               | Statele Unite ale Americii | serial Western (considerat film pierdut)      |
| In the Days of Daniel Boone     | William James Craft                                                  | Charles Brinley, Jack Mower, Eileen Sedgwick, Ruth Royce, Herschel Mayall, Duke R. Lee   | Statele Unite ale Americii | frontier Western (considerat film pierdut)    |
| The Kickback                    | Val Paul                                                             | Harry Carey, Henry B. Walthall, Charles Le Moyne                                         | Statele Unite ale Americii | Western tradițional                           |
| Kindled Courage                 | William Worthington                                                  | Hoot Gibson, Harold Goodwin, Harry Tenbrook                                              | Statele Unite ale Americii | Western tradițional                           |
| The Miracle Baby                | Val Paul                                                             | Harry Carey, Edward Hearn, Edmund Cobb                                                   | Statele Unite ale Americii | Western tradițional                           |
| The Oregon Trail                | Edward Laemmle                                                       | Art Acord, Louis Lorraine, Duke R. Lee                                                   | Statele Unite ale Americii | serial Western (considerat film pierdut)      |
| Out o' Luck                     | Hoot Gibson                                                          | Hoot Gibson, Gertrude Holmstead, Jim Corey                                               | Statele Unite ale Americii | film Western de scurt metraj                  |
| The Phantom Fortune             | Robert F. Hill                                                       | William Desmond, Esther Ralston, Lewis Sargent                                           | Statele Unite ale Americii | serial Western                                |
| The Ramblin’ Kid                | Edward Sedgwick                                                      | Hoot Gibson, Laura La Plante, Harold Goodwin                                             | Statele Unite ale Americii | Western tradițional                           |
| Ridin' Wild                     | Nat Ross                                                             | Hoot Gibson, Edna Murphy, Wade Boteler                                                   | Statele Unite ale Americii | Western tradițional                           |
| The Santa Fe Trail              | Ashton Dearholt, Robert A. Dillon                                    | Jack Perrin, Neva Gerber, Jim Welch                                                      | Statele Unite ale Americii | serial Western (considerat film pierdut)      |
| Shootin' for Love               | Edward Sedgwick                                                      | Hoot Gibson, William Steele, Mack V. Wright                                              | Statele Unite ale Americii | Western tradițional                           |
| Single Handed                   | Edward Sedgwick                                                      | Hoot Gibson, Laura La Plante, Alfred Allen                                               | Statele Unite ale Americii | Western tradițional                           |
| The Social Buccaneer            | Robert F. Hill                                                       | Jack Mulhall, Margaret Livingston, William Welsh                                         | Statele Unite ale Americii | serial Western (considerat film pierdut)      |
| Three Jumps Ahead               | John Ford                                                            | Tom Mix, Alma Bennett, Edward Peil, Sr.                                                  | Statele Unite ale Americii | Western tradițional (considerat film pierdut) |
| The Virginian                   | Tom Forman (actor)                                                   | Kenneth Harlan, Florence Vidor, Russell Simpson, Pat O'Malley, Raymond Hatton            | Statele Unite ale Americii | Western tradițional                           |
| When the Kellys Were Out        | Harry Southwell                                                      | Godfrey Cass                                                                             | Australia                  | film Western australian                       |
| Wild Bill Hickok                | Clifford Smith                                                       | William S. Hart, Ethel Grey Terry, Jack Gardner                                          | Statele Unite ale Americii | gunfighter Western                            |
| 1924                            |                                                                      |                                                                                          |                            |                                               |
| Ace of Cactus Range             | Victor Adamson, Malon Andrus                                         | Art Mix, Virginia Warwick, Clifford Davidson                                             | Statele Unite ale Americii | detective Western                             |
| Ace of the Law                  | Louis King                                                           | Bill Patton, Peggy O’Day, Lew Meehan                                                     | Statele Unite ale Americii | Western tradițional                           |
| Days of '49                     | Jacques Jaccard                                                      | Neva Gerber, Edmund Cobb, Charles Brinley                                                | Statele Unite ale Americii | Western serial                                |
| The Desert Outlaw               | Edmund Mortimer                                                      | Buck Jones, Evelyn Brent, DeWitt Jennings                                                | Statele Unite ale Americii | Western tradițional                           |
| The Flaming Forties             | Tom Forman                                                           | Harry Carey, William Norton Bailey, Jacqueline Gadsden                                   | Statele Unite ale Americii | Western tradițional                           |
| Galloping Hoofs                 | George B. Seitz                                                      | Allene Ray, J. Barney Sherry, Ernest Hilliard                                            | Statele Unite ale Americii | serial Western (considerat film pierdut)      |
| The Hellion                     | Burce M. Mitchell                                                    | Marin Sais, J. B. Warner, Boris Karloff                                                  | Statele Unite ale Americii | Western tradițional                           |
| Hook and Ladder                 | Edward Sedgwick                                                      | Hoot Gibson, Frank Beal, Philo McCullough                                                | Statele Unite ale Americii | Western tradițional                           |
| The Iron Horse                  | John Ford                                                            | George O’Brien, Madge Bellamy, Cyril Chadwick                                            | Statele Unite ale Americii | empire building Western                       |
| Leatherstocking                 | George B. Seitz                                                      | Edna Murphy, Harold Miller, Frank Lackteen                                               | Statele Unite ale Americii | serial frontier Western                       |
| The Lightning Rider             | Lloyd Ingraham                                                       | Harry Carey, Virginia Brown Faire, Thomas G. Lingham                                     | Statele Unite ale Americii | Western tradițional                           |
| The Mine with the Iron Door     | Sam Wood                                                             | Dorothy Mackaill, Pat O'Malley, Raymond Hatton                                           | Statele Unite ale Americii | Western tradițional                           |
| The Night Hawk                  | Stuart Paton                                                         | Harry Carey, Claire Adams, Joseph W. Girard                                              | Statele Unite ale Americii | Western tradițional                           |
| North of 36                     | Irvin Willat                                                         | Jack Holt, Ernest Torrence, Lois Wilson                                                  | Statele Unite ale Americii | Western tradițional                           |
| A Pair of Hellions              | Walter Willis                                                        | Ranger Bill Miller, Patricia Palmer                                                      | Statele Unite ale Americii | Western tradițional                           |
| The Plunderer                   | George Archainbaud                                                   | Frank Mayo, Evelyn Brent, Tom Santschi                                                   | Statele Unite ale Americii | Western tradițional (considerat film pierdut) |
| Riders of the Plains            | Jacques Jaccard                                                      | Jack Perrin, Marilyn Mills, Ruth Royce                                                   | Statele Unite ale Americii | serial Western                                |
| The Riddle Rider                | William James Craft                                                  | William Desmond, Eileen Sedgwick, Helen Holmes                                           | Statele Unite ale Americii | serial Western (considerat film pierdut)      |
| Ride for Your Life              | Edward Sedgwick                                                      | Hoot Gibson, Laura La Plante, Harry Todd                                                 | Statele Unite ale Americii | Western tradițional                           |
| Riders of the Plains            | Jacques Jaccard                                                      | Jack Perrin, Marilyn Mills, Ruth Royce, Charles Brinley                                  | Statele Unite ale Americii | serial Western                                |
| Tiger Thompson                  | B. Reeves Eason                                                      | Harry Carey, Marguerite Clayton, John Webb Dillon                                        | Statele Unite ale Americii | Western tradițional                           |
| The Trouble Shooter             | Jack Conway                                                          | Tom Mix, Kathleen Key, Frank Currier                                                     | Statele Unite ale Americii | Western tradițional                           |
| The Way of a Man                | George B. Seitz                                                      | Allene Ray, Bud Osborne                                                                  | Statele Unite ale Americii | serial Western (considerat film pierdut)      |
| West of Hot Dog                 | Scott Pembroke, Joe Rock                                             | Stan Laurel                                                                              | Statele Unite ale Americii | comedy film Western de scurt metraj           |
| 1925                            |                                                                      |                                                                                          |                            |                                               |
| Ace of Spades                   | Henry MacRae                                                         | William Desmond, Mary McAllister, William Steele                                         | Statele Unite ale Americii | serial Western                                |
| The Bad Lands                   | Dell Henderson                                                       | Harry Carey, Wilfred Lucas, Lee Shumway                                                  | Statele Unite ale Americii | Western tradițional                           |
| Beyond the Border               | Scott R. Dunlap                                                      | Harry Carey, William Scott, Mildred Harris                                               | Statele Unite ale Americii | Western tradițional                           |
| The Demon Rider                 | Paul Hurst                                                           | Ken Maynard, Alma Rayford, Fred Burns                                                    | Statele Unite ale Americii | Western tradițional                           |
| The Fighting Ranger             | Jay Marchant                                                         | Jack Dougherty, Eileen Sedgwick, Bud Osborne                                             | Statele Unite ale Americii | serial Western (considerat film pierdut)      |
| Go West                         | Buster Keaton                                                        | Buster Keaton, Howard Truesdale, Kathleen Myers                                          | Statele Unite ale Americii | comedy Western                                |
| The Gold Rush                   | Charlie Chaplin                                                      | Charlie Chaplin, Mack Swain, Tom Murray                                                  | Statele Unite ale Americii | comedy Western                                |
| Idaho                           | Robert F. Hill                                                       | Mahlon Hamilton, Vivian Rich, Frederick Vroom                                            | Statele Unite ale Americii | serial Western (considerat film pierdut)      |
| The Lucky Horseshoe             | John G. Blystone                                                     | Tom Mix, Billie Dove, Malcolm Waite                                                      | Statele Unite ale Americii | Western tradițional                           |
| The Man from Red Gulch          | Edmund Mortimer                                                      | Harry Carey, Harriet Hammond, Frank Campeau                                              | Statele Unite ale Americii | Western tradițional                           |
| The Prairie Pirate              | Edmund Mortimer                                                      | Harry Carey, Trilby Clark, Lloyd Whitlock                                                | Statele Unite ale Americii | Western tradițional                           |
| The Prairie Wife                | Hugo Ballin                                                          | Dorothy Devore, Herbert Rawlinson, Gibson Gowland, Boris Karloff                         | Statele Unite ale Americii | Western tradițional (considerat film pierdut) |
| Riders of the Purple Sage       | Lynn Reynolds                                                        | Tom Mix, Beatrice Burnham, Arthur Morrison                                               | Statele Unite ale Americii | Western tradițional                           |
| Silent Sanderson                | Scott R. Dunlap                                                      | Harry Carey, Trilby Clark, John Miljan                                                   | Statele Unite ale Americii | Western tradițional                           |
| The Texas Trail                 | Scott R. Dunlap                                                      | Harry Carey, Ethel Shannon, Charles K. French                                            | Statele Unite ale Americii | Western tradițional                           |
| The Thundering Herd             | William K. Howard                                                    | Jack Holt, Lois Wilson, Noah Beery, Sr., Raymond Hatton, Charles Stanton Ogle, Tim McCoy | Statele Unite ale Americii | Western tradițional                           |
| Tumbleweeds                     | William S. Hart, King Baggot                                         | William S. Hart, Barbara Bedford, Lucian Littlefield                                     | Statele Unite ale Americii | Western tradițional                           |
| The Vanishing American          | George B. Seitz                                                      | Richard Dix, Lois Wilson, Noah Beery                                                     | Statele Unite ale Americii | Western tradițional                           |
| Wild West                       | Robert F. Hill                                                       | Jack Mulhall, Helen Ferguson, Eddie Phillips                                             | Statele Unite ale Americii | serial Western (considerat film pierdut)      |
| 1926                            |                                                                      |                                                                                          |                            |                                               |
| 3 Bad Men                       | John Ford                                                            | George O’Brien, Olive Borden, Lou Tellegen                                               | Statele Unite ale Americii | outlaw Western                                |
| Ace of Action                   | William Bertram                                                      | Hal Taliaferro, Alma Rayford, Charles Colby                                              | Statele Unite ale Americii | Western tradițional                           |
| The Ace of Clubs                | J. P. McGowan                                                        | Al Hoxie, Minna Redman, Andrew Waldron                                                   | Statele Unite ale Americii | Western tradițional                           |
| The Bar-C Mystery               | Robert F. Hill                                                       | Dorothy Phillips, Wallace MacDonald, Ethel Clayton                                       | Statele Unite ale Americii | serial Western (considerat film pierdut)      |
| Desert Gold                     | George B. Seitz                                                      | Neil Hamilton, Shirley Mason, Robert Frazer                                              | Statele Unite ale Americii | Western tradițional                           |
| Driftin' Thru                   | Scott R. Dunlap                                                      | Harry Carey, Stanton Heck, G. Raymond Nye                                                | Statele Unite ale Americii | Western tradițional                           |
| Fighting with Buffalo Bill      | Ray Taylor                                                           | Wallace MacDonald, Edmund Cobb, Robert Homans                                            | Statele Unite ale Americii | serial Western (considerat film pierdut)      |
| The Frontier Trail              | Scott R. Dunlap                                                      | Harry Carey, Mabel Julienne Scott, Ernest Hilliard                                       | Statele Unite ale Americii | Western tradițional                           |
| The Great K & A Train Robbery   | Lewis Seiler                                                         | Tom Mix, Dorothy Dwan, Will Walling                                                      | Statele Unite ale Americii | Western tradițional                           |
| Jim, the Conqueror              | George B. Seitz                                                      | William Boyd, Elinor Fair, Walter Long                                                   | Statele Unite ale Americii | Western tradițional                           |
| The Last Frontier               | George B. Seitz                                                      | William Boyd, Marguerite De La Motte, Jack Hoxie                                         | Statele Unite ale Americii | Western tradițional                           |
| The Man in the Saddle           | Lynn Reynolds                                                        | Hoot Gibson, Charles Hill Mailes, Fay Wray                                               | Statele Unite ale Americii | Western tradițional                           |
| Satan Town                      | Edmund Mortimer                                                      | Harry Carey, Charles Clary, Richard Neill                                                | Statele Unite ale Americii | Western tradițional                           |
| The Seventh Bandit              | Scott R. Dunlap                                                      | Harry Carey, Harriet Hammond, John Webb Dillon                                           | Statele Unite ale Americii | Western tradițional                           |
| The Winking Idol                | Francis Ford                                                         | William Desmond, Eileen Sedgwick, Jack Richardson                                        | Statele Unite ale Americii | serial Western (considerat film pierdut)      |
| 1927                            |                                                                      |                                                                                          |                            |                                               |
| The Golden Stallion             | Harry S. Webb                                                        | Maurice Bennett Flynn, Joe Bonomo, Jay J. Bryan                                          | Statele Unite ale Americii | serial Western                                |
| Hawk of the Hills               | Spencer Gordon Bennet                                                | Allene Ray, Walter Miller, Frank Lackteen                                                | Statele Unite ale Americii | serial Western                                |
| Heroes of the Wild              | Harry S. Webb                                                        | Jack Hoxie, Josephine Hill, Joe Bonomo                                                   | Statele Unite ale Americii | serial Western (considerat film pierdut)      |
| The Kid Brother                 | Ted Wilde                                                            | Harold Lloyd, Jobyana Ralston, Walter James                                              | Statele Unite ale Americii | comedy Western                                |
| The Meddlin' Stranger           | Richard Thorpe                                                       | Wally Wales, Nola Luxford, Charles K. French, Boris Karloff                              | Statele Unite ale Americii | Western tradițional                           |
| Nevada                          | John Waters                                                          | Gary Cooper, Thelma Todd, William Powell, Ernie Adams                                    | Statele Unite ale Americii | Western tradițional                           |
| Spoilers of the West            | W. S. Van Dyke                                                       | Tim McCoy, Marjorie Daw, William Fairbanks                                               | Statele Unite ale Americii | Western tradițional                           |
| Whispering Smith Rides          | Ray Taylor                                                           | Wallace MacDonald, Rose Blossom, J. P. McGowan                                           | Statele Unite ale Americii | serial Western                                |
| 1928                            |                                                                      |                                                                                          |                            |                                               |
| Across the Plains               | Robert J. Horner                                                     | Ted Wells, Iona Reed, Jack Richardson                                                    | Statele Unite ale Americii | Western tradițional                           |
| Arizona Days                    | J. P. McGowan                                                        | Bob Custer, Peggy Montgomery, J. P. McGowan                                              | Statele Unite ale Americii | Western tradițional                           |
| The Border Patrol               | James P. Hogan                                                       | Harry Carey, Phillips Smalley, Richard Tucker                                            | Statele Unite ale Americii | Western tradițional                           |
| Burning Bridges                 | James P. Hogan                                                       | Harry Carey, William Bailey, Eddie Phillips                                              | Statele Unite ale Americii | Western tradițional                           |
| The Cavalier                    | Irvin Willat                                                         | Richard Talmadge, Barbara Bedford                                                        | Statele Unite ale Americii | dramatic Western                              |
| A Final Reckoning               | Ray Taylor                                                           | Newton House, Louise Lorraine, Edmund Cobb                                               | Statele Unite ale Americii | serial Western (considerat film pierdut)      |
| The Trail of '98                | Clarence Brown                                                       | Dolores del Rio, Ralph Forbes, Karl Dane                                                 | Statele Unite ale Americii | Alaska gold rush Western                      |
| The Vanishing Rider             | Ray Taylor                                                           | William Desmond (actor), Ethlyne Clair, Nelson McDowell                                  | Statele Unite ale Americii | serial Western (considerat film pierdut)      |
| The Vanishing West              | Richard Thorpe                                                       | Jack Perrin, Eileen Sedgwick, Yakima Canutt                                              | Statele Unite ale Americii | serial Western (considerat film pierdut)      |
| The Whispering Rider            | Robert J. Horner                                                     | William Desmond, Derelys Perdue, Tom London                                              | Statele Unite ale Americii | serial Western                                |
| The Wind                        | Victor Sjöström                                                      | Lillian Gish, Lars Hanson, Montagu Love                                                  | Statele Unite ale Americii | dramatic Western                              |
| 1929                            |                                                                      |                                                                                          |                            |                                               |
| In Old Arizona                  | Irving Cummings                                                      | Warner Baxter, Neva Gerber, Al Ferguson                                                  | Statele Unite ale Americii | Western tradițional                           |
| Queen of the Northwoods         | Spencer Gordon Bennet                                                | Walter Miller, Ethlyne Clair, Tom London                                                 | Statele Unite ale Americii | serial Northern Western                       |
| Redskin                         | Victor Schertzinger                                                  | Richard Dix, Julie Carter, Tully Marshall                                                | Statele Unite ale Americii | revisionist Western                           |
| Thundering Thompson             | Ben F. Wilson                                                        | Cheyenne Bill, Neva Gerber, Al Ferguson                                                  | Statele Unite ale Americii | Western tradițional                           |
| Tiger Rose                      | George Fitzmaurice                                                   | Monte Blue, Lupe Vélez, H. B. Warner                                                     | Statele Unite ale Americii | sound Northern Western                        |
| The Virginian                   | Victor Fleming                                                       | Gary Cooper, Walter Huston, Richard Arlen, Mary Brian                                    | Statele Unite ale Americii | Western tradițional                           |